# 日光田母沢御用邸記念公園

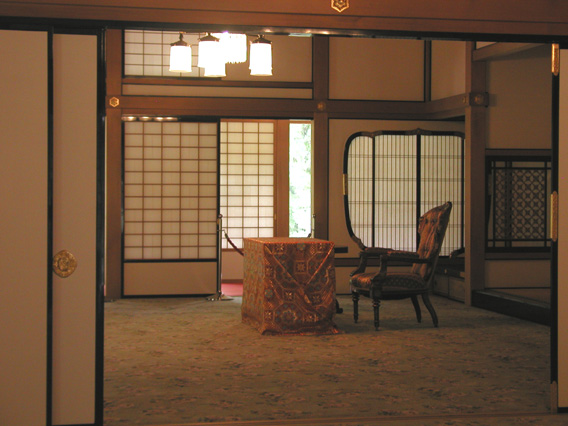
大正天皇の執務室として機能した「謁見所」

日光田母沢御用邸記念公園（にっこうたもざわごようていきねんこうえん）は、栃木県日光市にある栃木県立の都市公園（歴史公園）である。元は皇太子時代の大正天皇の静養所として造営された旧御用邸の建物と庭園を公園として整備し一般公開している。明治期以降に数多く造られた御用邸建築のうち、全体がほぼ完存する唯一の例として貴重であり、建造物群は国の重要文化財に指定されている。

## 概要
日光観光のシンボルである神橋から大谷川（だいやがわ）を1kmほど上流にさかのぼったところに位置する。御用邸の創設は明治32年（1899年）で、病弱であった皇太子嘉仁親王（後の大正天皇）の夏の静養所として設けられたものである。建物はすべてがこの時に新築されたものではなく、もともとこの土地に建てられていた資産家の別荘が再利用されており、東京・赤坂の東宮御所から移築された建物（その主要部分は江戸時代の建築）もある。さらに、大正天皇即位後にも多くの部屋が増築され、江戸・明治・大正の各時代の用途の異なる建築が混在しているが、全体として見事に調和が取れている。
- 敷地面積
  - 御用邸時代 107,000m2（32,000坪）
  - 現在 39,390m2（11,900坪）

- 室数 106室
- 床面積 4,471m2（1,352坪）

## 沿革
- 1896年（明治29年） - 夏に嘉仁親王が日光御用邸に滞在し日光の風土を気に入ったことから[2]、同年年末より田母沢御用邸用地の買収交渉開始される。買収前の住民は安川町（土地所有者は、伯爵勝海舟で、町名も勝伯爵から賜り安川町となった）へ集団移転した[3]。
- 1897年（明治30年） - 病弱であった皇太子の避暑地向けの静養先の候補として、明治以降、外国人や華族、実業家の別荘地として開拓された日光が選定される。
- 1898年（明治31年） - 地元出身の銀行家小林年保が、田母沢に所有していた別邸に赤坂離宮より旧紀州徳川家江戸中屋敷の一部を移築して御用邸の造営を開始[4]。
- 1899年（明治32年）6月 - 完成[5]。
- 1912年（大正元年） - 大正天皇即位。
- 1916年（大正5年） - 田母沢川を挟んだ対岸に田母沢御用邸付属邸が建設される。
- 1917年（大正6年） - 公務の心労などが重なり大正天皇の健康状態が悪くなり、静養所の拡充が急務となる。
- 1918年（大正7年） - 天皇の長期滞在用[6]として大増改築が行われる。
- 1920年（大正8年） - 大増改築完了。
- 1922年（大正10年） - 小規模な改築を終えて現在の姿となる[4]。
- その後、大正天皇の病態が悪化し葉山御用邸で療養する1925年頃まで、毎夏の静養所として機能する。
- 大正天皇崩御後は、昭和天皇、香淳皇后の避暑地として利用される。
- 1944年（昭和19年）7月 - 東京大空襲に備え、当時皇太子（学習院初等科5年生）であった第125代天皇明仁の疎開先となり[7]、皇后宮に滞在[2]。
- 1945年（昭和20年） - 終戦により田母沢御用邸は廃用となり、大蔵省関東財務局の管理下に入る。
- 1946年（昭和21年）10月1日 - 栃木県が大蔵省より借用[8]。
- 1947年（昭和22年）10月 - 栃木県観光協会が、謁見室や高官室など23室を一般公開[5]。
- 1948年（昭和23年）6月 - 日光の地形・地質・動植物・歴史・工芸などを紹介する日光国立公園博物館として一般公開開始[9]。
- 1950年（昭和25年） - 御用邸本館と庭園の一部を除く大部分の敷地が日光植物園に帰属する。
- 1954年（昭和29年）4月 - 日光国立公園観光会社が全館を借り受け、奥向を日光博物館とし、その他を宿泊施設の「日光田母沢本館」として営業開始[10]。
- 1957年（昭和32年）頃 - 日光博物館が旧日光パレスホテルへ移転する[9]。
- 1960年（昭和35年）頃 - 日光博物館が旧田母沢御用邸内に再オープン[9]。
- 1986年（昭和61年）11月末 - 後述の老朽化により宿泊施設を閉鎖[11]し宿泊施設部分は国に返還し、日光博物館のみの営業に[10]。
- 1996年（平成8年）6月 - 栃木県が国より日光田母沢御用邸を取得（一部、国から無償貸付）[12]
- 2010年（平成12年） - 公開部分の第一期修復工事が完了し、「日光田母沢御用邸記念公園」として開園。
- 2011年（平成13年） - 天皇明仁・皇后美智子が来訪し、明仁自身が皇后を案内しつつ疎開時の思い出などを語る。園内にイチイの木を植樹。
- 2013年（平成15年）
  - 10月 - 利活用部分の第二期修復工事完成[10]。
  - 12月 - 御用邸十棟が、国の重要文化財に指定される。
- 2020年（令和2年）10月 - 付属邸跡地にカトープレジャーグループが運営する旅館「ふふ 日光」がオープン。
- 2022年（令和4年）1月9日 - 研修ホールにて日光市成人式開催。日光田母沢御用邸記念公園が成人式会場となったのは今回が初めてである[13]。

## 建築としての田母沢御用邸

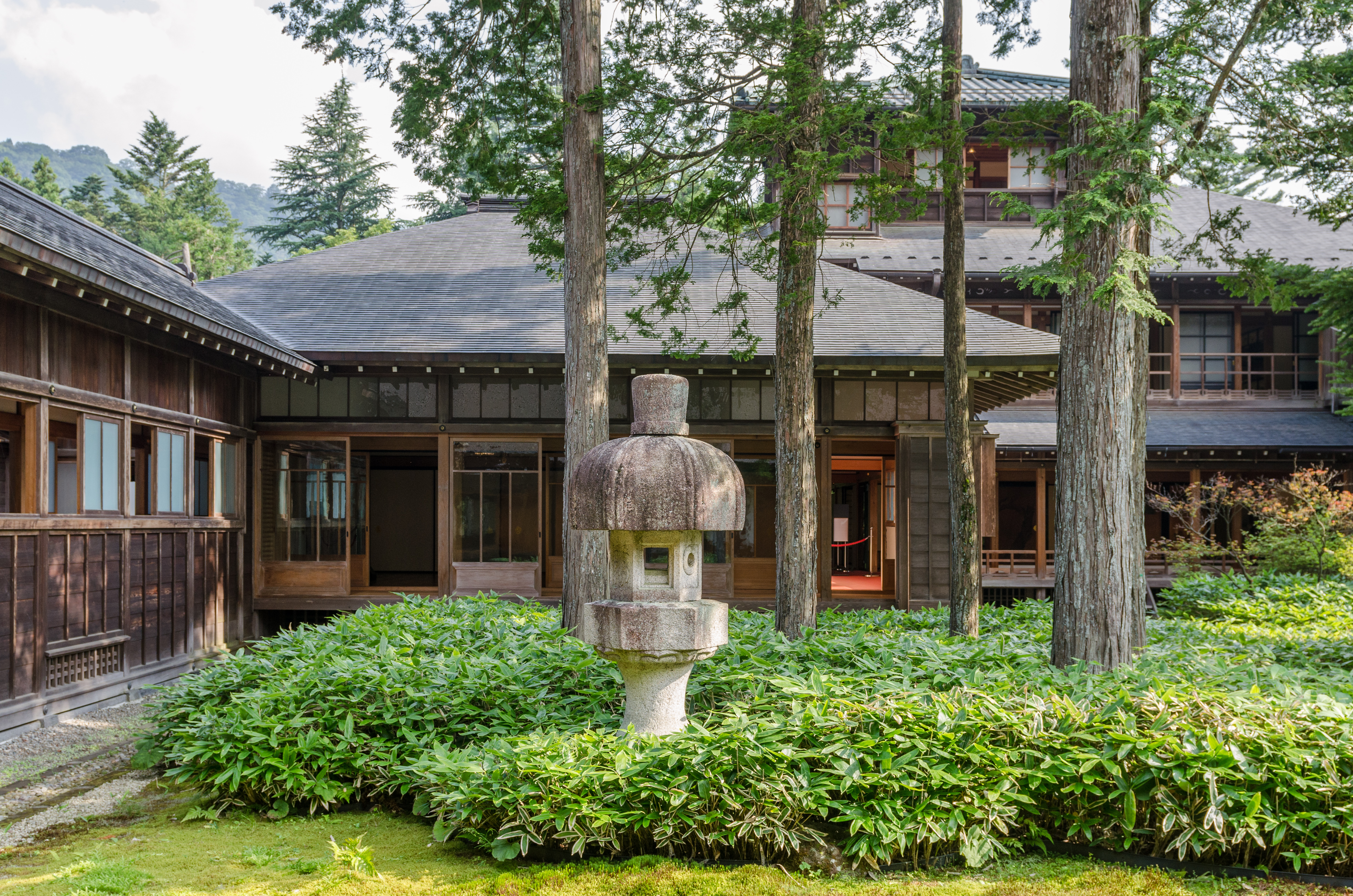
中坪（中庭）越しに南方を見る。中央は表御食堂（大正期増築）、奥の三階屋は御座所（旧赤坂離宮から移築、江戸時代建築）

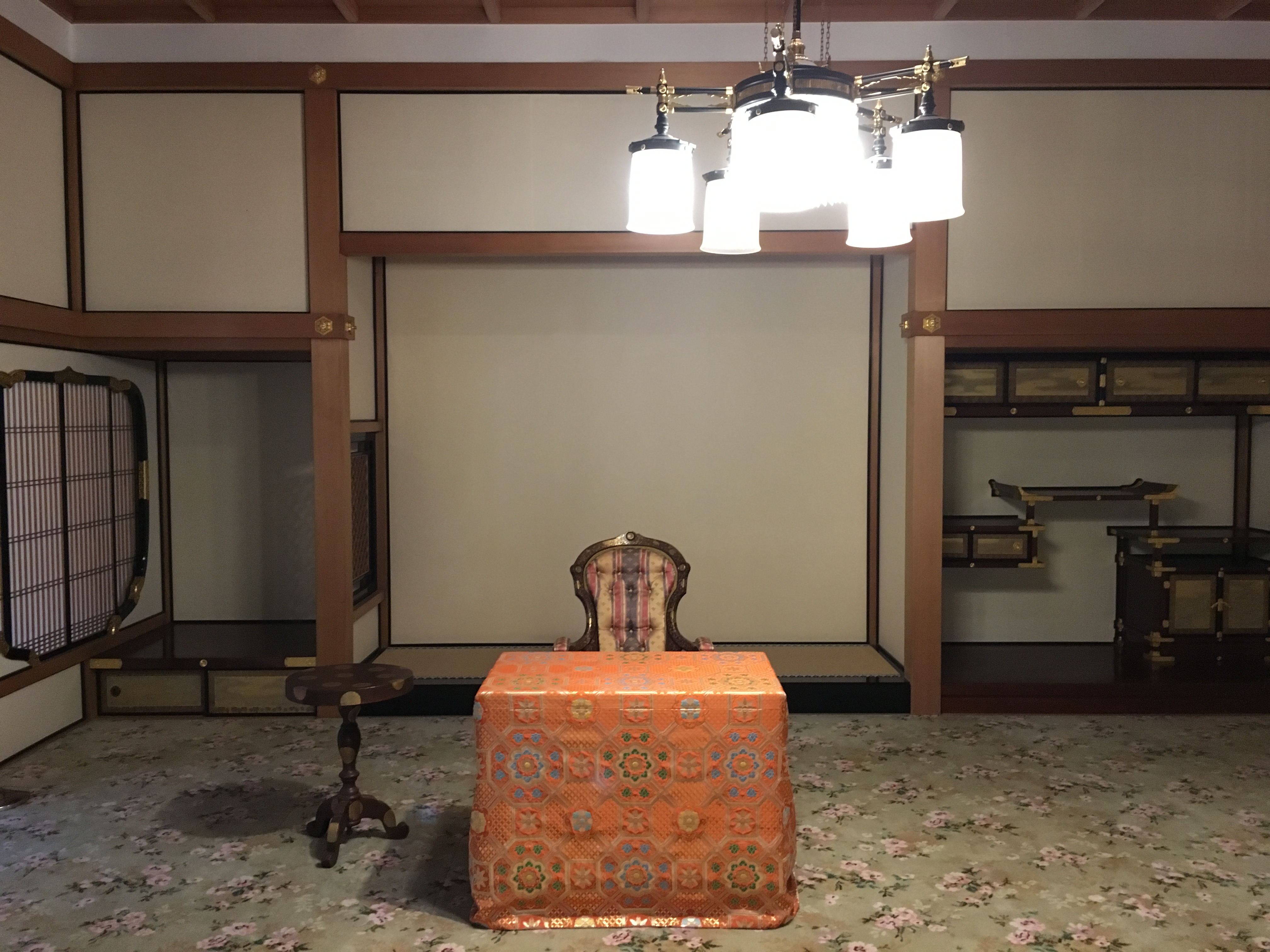
謁見所

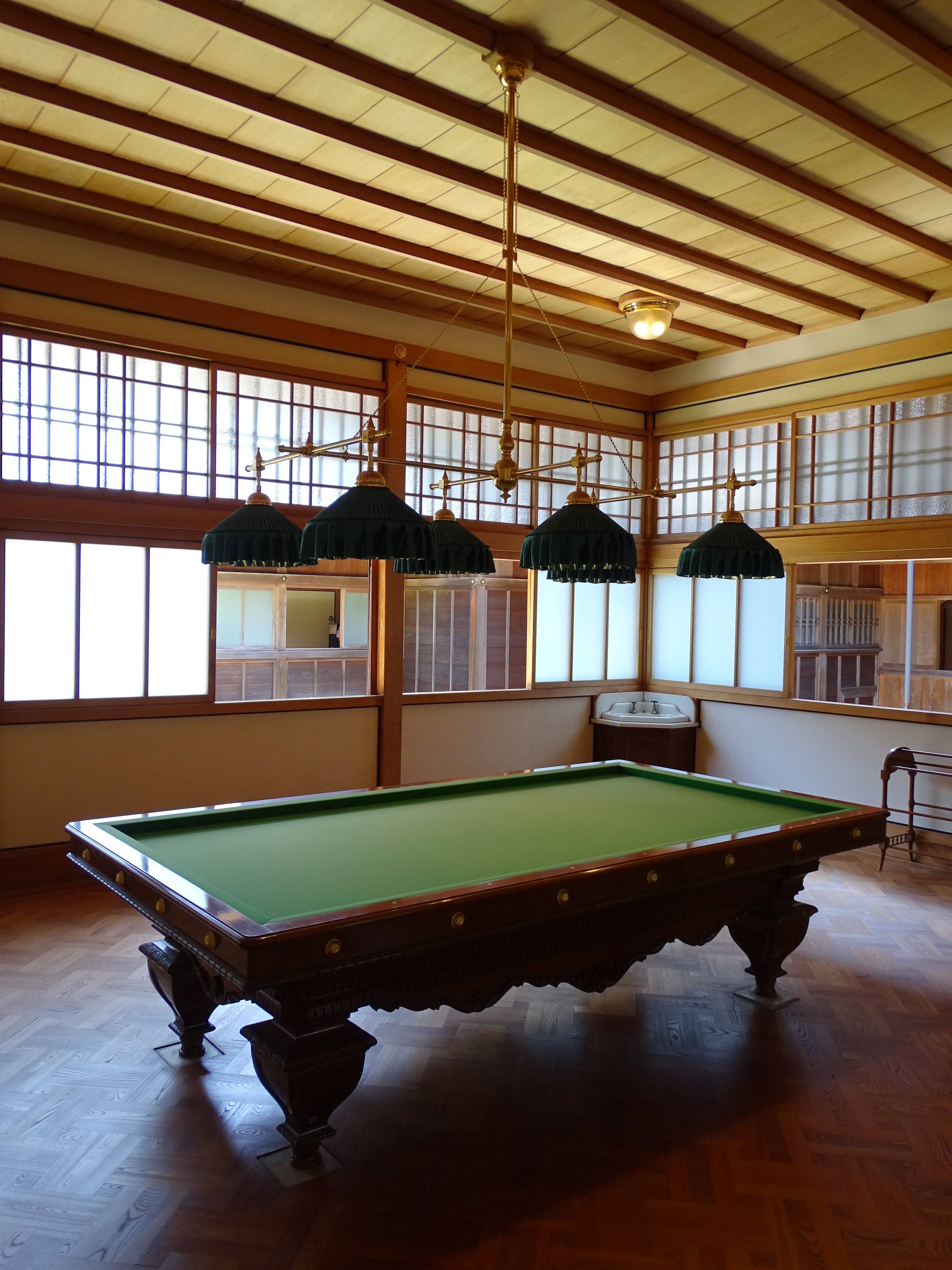
御玉突所

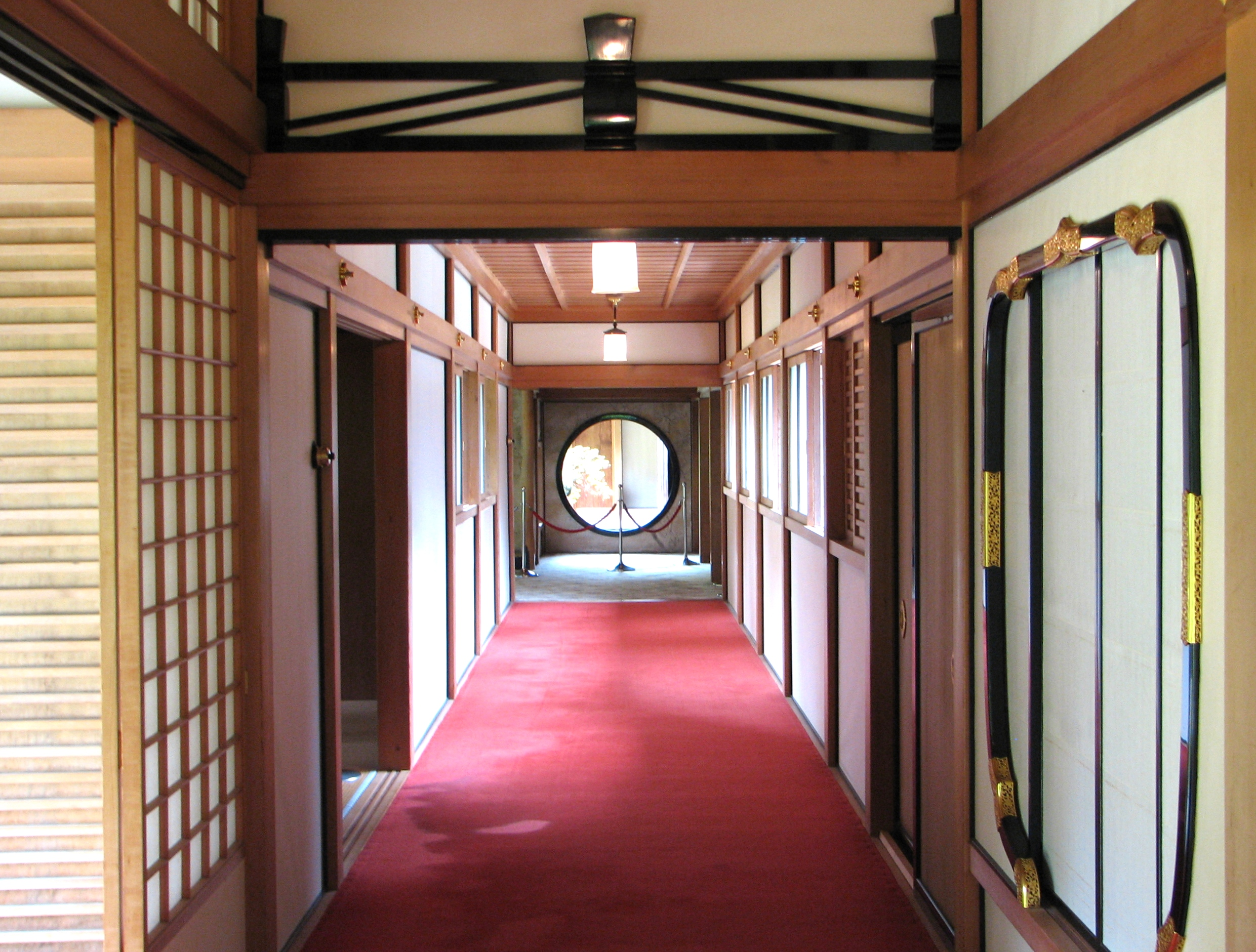
謁見所から御学問所へ至る廊下、突き当りは御学問所の丸窓

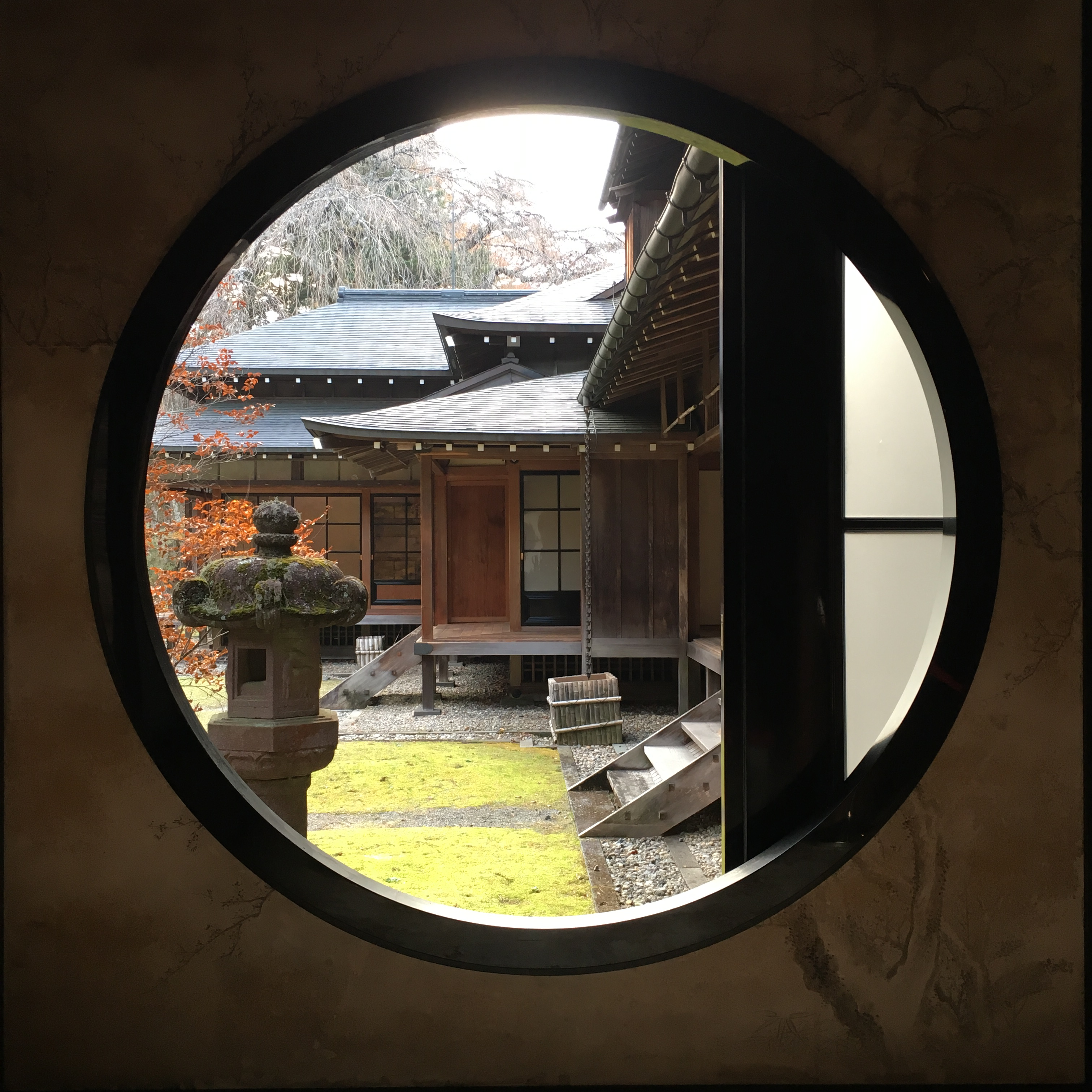
御学問所の丸窓より望む、中央の建物は御食堂

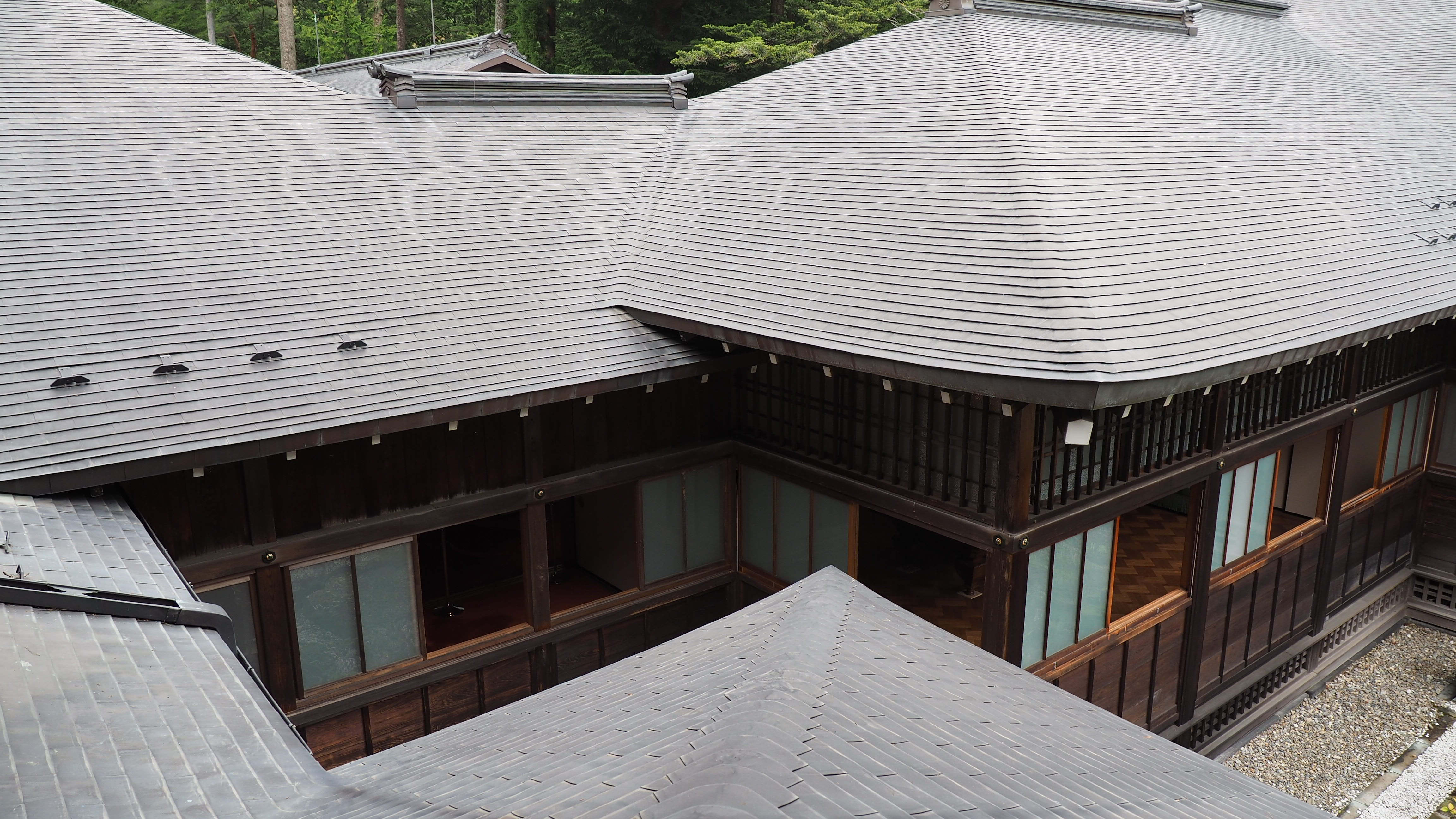
蛤と谷蛤(逆蛤)で滑らかにつながる銅葺きの屋根(2020年撮影)

### 建築概要
田母沢御用邸は1899年（明治32年）に創設されたが、前述のようにすべての建物がこの時に新築されたものではなく、もともとこの敷地にあった小林家別邸の建物が残り、また、東京・赤坂離宮の東宮御所から移築した建物もある。さらに大正時代にも大規模な増築が行われたため、建築群の中に、江戸・明治・大正の建築様式を見ることができる。
御用邸創設時の基本設計は宮内省内匠寮（たくみりょう）の技師木子清敬（きこきよよし）が担当し、大正時代増築部の設計は同じく宮内省内匠寮の技師木子幸三郎（木子清敬の子）であった。
建物群は2003年（平成15年）12月、「旧日光田母澤御用邸 10棟」として国の重要文化財に指定された。重要文化財指定の10棟の建物名称は次のとおりである。
- 御座所 - 赤坂離宮から移築。江戸時代の建物。
- 御食堂 - 赤坂離宮から移築。明治時代の建物。
- 皇后御座所 - もとから田母沢にあった銀行家の別荘。明治時代の建物。
- 謁見所 - 大正時代増築部
- 内謁見所 - 大正時代増築部
- 皇族及び臣下休所 - 田母沢御用邸開設時の新築。一部大正時代に増築。
- 御車寄 - 赤坂離宮から移築。明治時代の建物。
- 主殿寮 - 田母沢御用邸開設時の新築。
- 調理所 - 一部は田母沢御用邸開設時の新築。大部分は大正期の増築。
- 女官部屋 - 田母沢御用邸開設後、明治～大正期の増築部分。

増築・移築等の経緯から文化財としての建物名は上記の10棟に分かれているが、各建物は廊下でつながれて統一的な内部空間を構成しており、屋根も一つながりになっている。

### 増築の経緯
赤坂離宮から移築した部分（江戸期建設）
- 1835年 - 1840年（天保6年 - 11年）、紀州徳川家江戸中屋敷として赤坂（現在の東京都港区元赤坂・迎賓館のある場所）に新築されたもの。江戸時代後期の建築様式を伝える。この建物は1872年（明治5年）に皇室に献上され、赤坂離宮となった。翌1873年（明治6年）には皇居西の丸御殿の炎上に伴い、この建物が仮皇居となった。1889年（明治22年）、明治新宮殿の完成により、この建物は再び赤坂離宮となり、皇太子嘉仁親王の住む東宮御所（花御殿の別称あり）となった。1898年（明治31年）に解体され、翌年現在の田母沢に移築された[14]。
  - 「御座所」　1階：御座所、御次の間、御学問所／2階：御日拝所、御寝室、劔璽の間／3階：御展望室

赤坂離宮から移築した部分（明治期建設）
- 上記の紀州徳川家江戸中屋敷が東宮御所（花御殿）となった後の1889年（明治22年）に赤坂の地で増設された部分[14]。
  - 「御食堂」食堂、御次の間、御化粧
  - 「御車寄」唐破風造の御車寄のほか、受付、広間など

旧小林家別邸部
- 御用邸ができる以前からこの敷地にあった、銀行家の別邸を再利用したもので、1887年（明治20年）頃の建築[14]。御用邸竣工時は女官部屋等に使用されたが、皇太子嘉仁親王の結婚後に皇太子妃（後の貞明皇后）用の寝室などが設けられ皇后宮に改装[15]。戦中疎開の明仁が滞在した[16]。
  - 「皇后宮」 1階：皇后御座所、高等女官詰所、皇后呉服棚／2階：御学問所、御次の間

御用邸開設時新築部
- 1899年（明治32年） 、田母沢御用邸創設時に現在地に新築された部分。明治時代の木造和風建築[14]。
  - 「皇族及び臣下休所」の大部分　皇族休所のほか、宮内大臣、侍従などの控えの間
  - 「主殿寮」の大部分　主殿寮、調度寮、内蔵寮、侍医寮など
  - 「調理所」の一部

明治期増築部
- 皇太子（後の大正天皇）成婚に伴い、1900年（明治33年）以降増築した部分[14]。
  - 「皇后御座所」の一部　御湯殿
  - 「女官部屋」の大部分 高等女官部屋、物置など

大正期大増築部
- 1919年（大正7年）以降増築された部分。剣璽の間、謁見所、内謁見所（皇后の謁見所）、食堂などの公的部分のほか、女官、雑仕などの使用人の部屋、調理室なども増築された[14]。公的空間ゆえに建築資材は当時の最高級品が使用された[6]。
  - 「謁見所」謁見所、次の間、候所、表御食堂、御玉突所など
  - 「内謁見所」
  - 「女官部屋」の北半部
  - 「調理所」の西半部

### 主要な部屋
- 御座所 - 大正天皇の執務室・居間。赤坂離宮から移築した旧紀州徳川家中屋敷部分の1階にある。床（とこ）・棚を設けた和室だが、床（ゆか）にはじゅうたんを敷き、天井からはシャンデリアを吊るした和洋折衷形式になる。この部屋と御学問所、謁見所のじゅうたんは20色のアキスミンスター織である。
- 御学問所 - 天皇の書斎。旧紀州徳川家中屋敷部分の1階にある。床の間の壁などに梅樹を描くことから梅の間とも呼ばれる。
- 御寝室 - 天皇の寝室。旧紀州徳川家中屋敷部分の2階にある。御座所、御学問所と異なり、畳敷きである。また、この部屋のみ電灯を用いず燭台を置く。
- 劔璽の間 - 旧紀州徳川家中屋敷部分の2階にある。皇位継承の象徴である天叢雲剣の複製と、八尺瓊勾玉の安置するための3畳の小部屋である。劔璽は、天皇の1泊以上の行幸にはともにする習わしである。剣と勾玉の安置所には繧繝縁（うんげんべり）の畳が置かれている。
- 御日拝所 - 天皇家の祖先を遥拝する場所。旧紀州徳川家中屋敷部分の2階にある。床にはじゅうたんを敷く。
- 御展望室 - 旧紀州徳川家中屋敷部分の3階にある。畳敷きで、他の部屋と異なり、数寄屋風のくつろいだ造りになっている。
- 御食堂 - 赤坂離宮から移築したもので、明治時代の増築部である。御食堂や廊下のじゅうたんは4色のウィルトン織りである。
- 謁見所 - 天皇が来客と公式に面会する場。大正時代増築部。床（とこ）、棚、書院を設け、天井は格天井（ごうてんじょう）とした書院造りを基本としながら、床（ゆか）は畳にじゅうたんを敷いた和様折衷とする。
- 表御食堂 - 天皇が臣下、賓客などと食事を取った部屋。大正期増築部。襖、壁、天井などは和風だが、床は洋風のケヤキ寄せ木板貼りとする。引き戸に使われている歪みのあるガラスは建築当時のもの。
- 御玉突所 - ビリヤード場。大正時代増築部。床は洋風の寄せ木板貼り。
- 皇后御座所 - 貞明皇后の執務室・居間。旧小林家別邸部分の1階にある。小林家別邸は柱、長押などに栂（つが）材を用いている。天皇の御座所と異なり、じゅうたんでなく畳敷きとする。
- 皇后御寝室 - 旧小林家別邸部分の1階にある。
- 内謁見所 - 皇后が来客と面会する場。大正時代増築部。

### 修復工事前の状況
宿泊施設「田母沢本館」としていた期間は、団体の宿泊客に対応する水洗トイレや大浴場を中庭を利用して増築していた。1968年（昭和43年）頃のパンフレットでは、客室60室、収容人数一般200人、学生400人であった。
銅板葺き屋根を布団干しの場として、複数の職員が屋根に上り下りしていたため、劣化が著しく昭和末期には雨漏りするようになり、管理会社の日光国立公園観光会社は1986年11月に全館返還を国に申し入れたが、博物館として使用している区域は雨漏りがないので引き続き経営継続との返答で、日光博物館として1996年まで営業したが、野生動物が屋根裏を住処に侵入し、排泄物が室内にも落ちる事態になった。1994年には博物館の区域も雨漏りが発生。屋外でも国道沿いの石垣の崩落懸念や庭木の枝が道路に伸びたりと、住民からの苦情も多かったが、当時の国から管理会社への貸付料年額約271万円で、屋外を管理できる費用すら捻出できず、財務局職員自ら庭木の剪定を余儀なくされていた。
1995年（平成7年）頃には、日光市内の建設会社では御用邸取り壊しの概算見積もり作成検討や、ある市議会議員が御用邸を取り壊して跡地に市役所新築を選挙公約にするほどであった。

## ギャラリー
- 襖絵『美人於芙蓉花遠四芸図』（柴田松次郎筆）
- ビデオ案内室（皇族及び臣下休所）より本館中庭を見る
- 2階「劔璽の間」（奥）
- 正門
- 御用邸の車寄せ
- 通用門（バス停および駐車場から近い）

## 公開

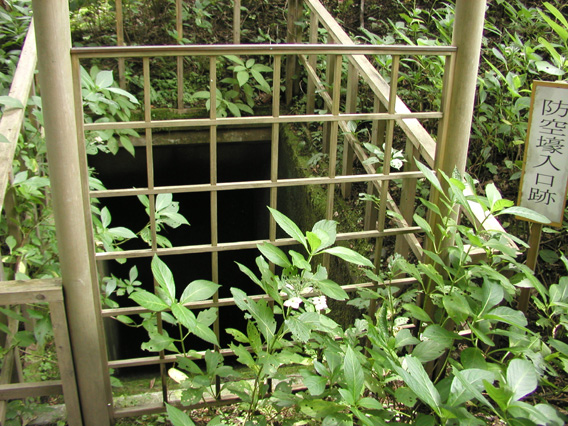
庭園の端に隠れる防空壕入口跡

- 現在一般公開されていないのは、3階の御展望室と2階の皇后御学問所および一部事務用に使用している部屋のみであるが、ほとんどが廊下もしくは御次の間からの見学で、畳敷の部屋に入る際は、絹織物を使用している畳の縁を踏まないよう注意しなければならない（係員が常に監視している）。
- 見学に際しては、立入禁止区域への立ち入りを除けば、この種の施設としては比較的自由な見学ができる。公園内の撮影等も映画の撮影など許可の必要な場合があるものの、行うことができる（本稿に掲載された写真も係員より「写真撮影は制限なし」との承認を得てのものである）。
- 通常非公開とされている2階の皇后御学問所は、樹齢約400年で4月中旬から下旬に見頃を迎えるシダレザクラや庭園の花々の開花時期にあわせて春の特別企画として[21]、3階の御展望室については2003年（平成15年）12月に国の重要文化財指定を受けたことを記念して冬の特別企画として[22]、それぞれ期間限定での公開が数季毎に行われている。

## アクセス
- 所在地 - 栃木県日光市本町8-27
  - 日光駅・東武日光駅から東武バス日光の路線バスで「日光田母沢御用邸記念公園」バス停が最寄りとなる。
  - 道路を挟んで向かいに県営の有料駐車場がある。